# Талбакульское сельское поселение
Талбакульское се́льское поселе́ние — муниципальное образование в Колосовском районе Омской области Российской Федерации.
Административный центр — село Талбакуль.

## История
Статус и границы сельского поселения установлены Законом Омской области от 30 июля 2004 года № 548-ОЗ «О границах и статусе муниципальных образований Омской области».

## Население
| 2010 | 2011 | 2012 | 2013 | 2014 | 2015 | 2016 |
| ---- | ---- | ---- | ---- | ---- | ---- | ---- |
| 442  | ↘441 | ↗448 | ↗453 | ↘437 | ↗442 | ↘432 |
| 2017 | 2018 | 2019 | 2020 | 2021 | 2023 |      |
| ↘420 | ↘407 | ↘385 | ↘375 | ↘257 | ↘246 |      |

## Состав сельского поселения
| № | Населённый пункт | Тип населённого пункта       | Население |
| - | ---------------- | ---------------------------- | --------- |
| 1 | Зелёная          | деревня                      | ↘112      |
| 2 | Талбакуль        | село, административный центр | ↘330      |